# Куйлаков Іван Миколайович
Іван Миколайович Куйлаков (рос. Иван Николаевич Куйлаков; нар. 22 лютого 1986, селище Спірово Тверська область, РРФСР) — російський борець греко-римського стилю, срібний призер чемпіонату світу, срібний та бронзовий призер чемпіонатів Європи, чемпіон Універсіади. Заслужений майстер спорту Росії.

## Життєпис
Боротьбою займається з 1998 року. Був віце-чемпіоном Європи серед юніорів 2005 року. Чемпіон Універсіади 2013 року, чемпіон Росії 2013 року.

## Спортивні результати на міжнародних змаганнях

### Виступи на Чемпіонатах світу
| Змагання                        | Збірна | Вагова категорія                 | Місце  |
| ------------------------------- | ------ | -------------------------------- | ------ |
| Чемпіонат світу з боротьби 2013 | Росія  | греко-римська боротьба, до 60 кг | Срібло |

### Виступи на Чемпіонатах Європи
| Змагання                         | Збірна | Вагова категорія                 | Місце  |
| -------------------------------- | ------ | -------------------------------- | ------ |
| Чемпіонат Європи з боротьби 2013 | Росія  | греко-римська боротьба, до 60 кг | Срібло |
| Чемпіонат Європи з боротьби 2014 | Росія  | греко-римська боротьба, до 59 кг | Бронза |

### Виступи на Кубках світу
| Змагання                    | Збірна | Вагова категорія                 | Місце |
| --------------------------- | ------ | -------------------------------- | ----- |
| Кубок світу з боротьби 2011 | Росія  | греко-римська боротьба, до 60 кг | 6     |
| Кубок світу з боротьби 2012 | Росія  | греко-римська боротьба, до 60 кг | 9     |
| Кубок світу з боротьби 2013 | Росія  | греко-римська боротьба, до 60 кг | 8     |

### Виступи на інших змаганнях
| Змагання                                    | Збірна | Вагова категорія                 | Місце  |
| ------------------------------------------- | ------ | -------------------------------- | ------ |
| Турнір Дана Колова — Николи Петрова 2007    | Росія  | греко-римська боротьба, до 60 кг | 5      |
| Турнір Івана Піддубного 2009                | Росія  | греко-римська боротьба, до 60 кг | Золото |
| Турнір Івана Піддубного 2011                | Росія  | греко-римська боротьба, до 60 кг | Золото |
| Кубок Вантаа з боротьби 2011                | Росія  | греко-римська боротьба, до 60 кг | Золото |
| Кубок Президента Казахстану з боротьби 2012 | Росія  | греко-римська боротьба, до 60 кг | 8      |
| Турнір Івана Піддубного 2013                | Росія  | греко-римська боротьба, до 60 кг | Срібло |
| Літня Універсіада 2013                      | Росія  | греко-римська боротьба, до 60 кг | Золото |
| Кубок Бразилії з боротьби 2013              | Росія  | греко-римська боротьба, до 66 кг | Срібло |
| Турнір Івана Піддубного 2014                | Росія  | греко-римська боротьба, до 59 кг | Золото |
| Кубок Владислава Пітласинські 2014          | Росія  | греко-римська боротьба, до 59 кг | Срібло |
| Вогні Москви 2014                           | Росія  | греко-римська боротьба, до 59 кг | Золото |
| Всесвітні ігри військовослужбовців 2015     | Росія  | греко-римська боротьба, до 59 кг | 5      |
| Меморіал Олега Караваєва 2015               | Росія  | греко-римська боротьба, до 59 кг | Золото |
| Турнір Івана Піддубного 2016                | Росія  | греко-римська боротьба, до 59 кг | 5      |

### Виступи на змаганнях молодших вікових груп
| Змагання                                       | Збірна | Вагова категорія                 | Місце  |
| ---------------------------------------------- | ------ | -------------------------------- | ------ |
| Чемпіонат Європи з боротьби серед юніорів 2005 | Росія  | греко-римська боротьба, до 60 кг | Срібло |
| Чемпіонат Європи з боротьби серед юніорів 2006 | Росія  | греко-римська боротьба, до 60 кг | 5      |